# Scipione in Cartagena
Scipione in Cartagena è un'opera in due atti di Giuseppe Farinelli, su libretto di Luigi Andrioli. La prima rappresentazione ebbe luogo al Teatro Regio di Torino nel carnevale del 1815.

## Trama
L'intreccio segue le vicende di Alvida, figlia di Indibile, re degli Ilergeti, presa in ostaggio da Scipione e dal suo luogotenente Marzio (storicamente Lelio, qui cambiato di nome per comodo della musica) dopo l'assedio di Cartagena in Spagna durante la seconda guerra punica. La ragazza attira subito le attenzioni del proconsole romano, ma questa in realtà è destinata sposa al principe celtibero Lucejo, che appresa la caduta di Cartagena cercherà di riscattare la fanciulla da Scipione. A complicare le cose sono le trame del generale cartaginese Magone, che, rifiutato da Alvida, farà appiccare un incendio nel campo romano e incolperà di ciò Lucejo; tuttavia alla fine, tradito da alcuni suoi complici, il reale colpevole verrà punito, la verità verrà ristabilita e Scipione acconsentirà alle nozze fra Lucejo ed Alvida.

## Struttura musicale
- Sinfonia

### Atto I
- N. 1 - Introduzione All'armi, o prodi, all'armi (Magone, Coro)
- N. 2 - Cavatina Al nostro brando invitto (Scipione, Coro)
- N. 3 - Duetto Perché fra ceppi avvinta (Alvida, Scipione)
- N. 4 - Cavatina Geme, oh Dio, fra' ceppi tuoi (Lucejo)
- N. 5 - Duetto Non temer, bell'idol mio (Alvida, Lucejo)
- N. 6 - Aria L'ingannator non temo (Scipione, Coro)
- N. 7 - Finale I Qual furor! Che istante è questo! (Coro, Alvida, Magone, Lucejo, Anagilda, Scipione, Marzio)

### Atto II
- N. 8 - Introduzione Orrore insolito (Coro)
- N. 9 - Duetto Tremar dovrà fra poco (Scipione, Lucejo)
- N. 10 - Aria Sollevarmi sol tu puoi (Anagilda)
- N. 11 - Quartetto Oh Cielo! E come mai (Lucejo, Alvida, Scipione, Magone)
- N. 12 - Aria Senza te, diletto sposo (Alvida, Coro)
- N. 13 - Coro Viva l'Eroe magnanimo
- N. 14 - Aria Giuro su questo acciaro (Lucejo, Coro)
- N. 15 - Finale II Di Scipione il giusto, il forte (Coro, Scipione, Lucejo, Alvida)